# Всё прошло хорошо
«Всё прошло хорошо» (фр. Tout s'est bien passé) — художественный фильм французского режиссёра Франсуа Озона с Софи Марсо, Ханной Шигуллой и Шарлоттй Рэмплинг в главных ролях. Премьера состоялась в июле 2021 года на Каннском кинофестивале, фильм получил высокие оценки критиков.

## Сюжет
Сценарий фильма основан на автобиографическом романе Эммануэль Бернхайм. Центральные персонажи — две женщины (одна из них — известная писательница), которые узнают, что их отец смертельно болен и хочет совершить эвтаназию. Героини берут на себя организацию его ухода из жизни.

## В ролях
- Софи Марсо — Эмманюэль, младшая дочь Андре
- Жеральдин Пелас — Паскаль, старшая дочь Андре
- Андре Дюссолье — Андре
- Шарлотта Рэмплинг — Клод, жена Андре
- Эрик Каравака — Серж, муж Эмманюэль
- Ханна Шигулла — дама из Швейцарии

## Создание и оценки
О начале работы над фильмом стало известно в марте 2020 года. Франсуа Озон сам написал сценарий картины, съёмки начались в конце 2020 года. Премьера состоялась на Каннском кинофестивале в июле 2021 года, в широкий прокат во Франции фильм вышел 22 сентября 2021 года.
Российский критик Антон Долин охарактеризовал «Всё прошло хорошо» как «лучший и определённо самый зрелый» фильм Озона, отметив к тому же актёрскую игру Софи Марсо и Андре Дюссолье. По мнению Егора Беликова, это «изумительная картина, не манипулятивная и не выдавливающая из зрителя ни единой лишней слезинки». Для Настасьи Горбачевской «это то кино, которое стоит ждать и стоит смотреть» благодаря глубине сценария и игре Андре Дюссолье. Андрей Плахов отметил, что в этой картине Софи Марсо впервые «сыграла не сексуальный „объект“, а современную женщину, живущую активной деловой и творческой жизнью».